# V833 Tauri
V833 Tauri eller HD 283750, är en dubbelstjärna belägen i den norra delen av stjärnbilden Oxen. Den har en kombinerad skenbar magnitud som varierar 8,02 – 8,40 och kräver en kraftig handkikare eller ett mindre teleskop för att kunna observeras. Baserat på parallax enligt Gaia Data Release 3 på ca 57,49 mas, beräknas den befinna sig på ett avstånd på ca 57 ljusår (17,4 parsek) från solen. Den rör sig bort från solen med en heliocentrisk radialhastighet på ca 42 km/s.

## Observation
V833 Tauri har gemensam egenrörelse med en vit dvärg, WD 0443+270, med en projicerad separation på 124 bågsekunder, båda möjligen utstötta medlemmar av stjärnhopen Hyaderna. Den vita dvärgen har en ganska exotisk järnkärna och tillhör spektralklass DA9 och har massan 0,62 ± 0,02 solmassa.
År 1996 upptäcktes med differentiell Dopplerspektroskopi en misstänkt brun dvärg med en massa av 50 jupitermassor, HD 283750b, i en omloppsbana på 1,79 dygn kring HD 283750. År 2007 fastställdes följeslagarens massa till 0,19 solmassa, vilket gjorde den till en röd dvärgstjärna.

## Egenskaper
V833 Tauri är en orange till gul stjärna i huvudserien av spektralklass K5 Ve. Den har en massa som är lika med ca 0,8 solmassa, en radie som är ca 0,8 solradie och utsänder energi från dess fotosfär motsvarande ca 0,25 gånger solen vid en effektiv temperatur av ca 4 300 K. Stjärnan täcks av en stor mängd stjärnfläckar, som fyller upp till 28 procent av stjärnytan vid maxima för den magnetiska cykeln. I november 1993 avgav stjärnan en extremt kraftfull utstrålning med energi på 7,47×1034 ergs, vilket är på eller till och med över den övre gränsen för möjliga energiemissioner i flarestjärnor. Flares i V833 Tauri åtföljs av partikelstrålning som är tillräckligt stark för att påverka stjärnfotosfärens polarisationsegenskaper.

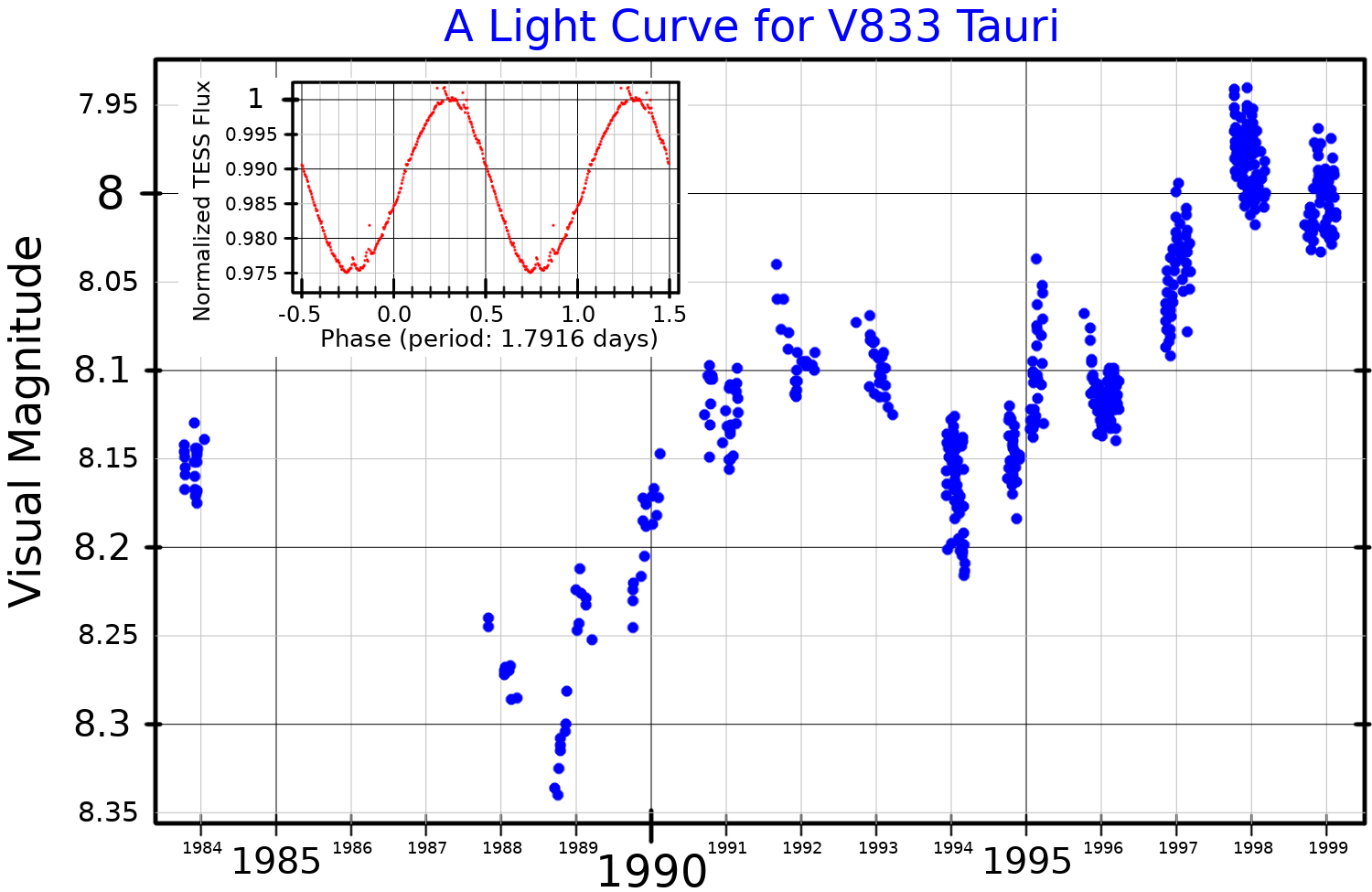
Ljuskurva för V833 Tauri. Huvuddiagrammet (plottad från Strassmeier et al. och Oláh et al.) visar den långsiktiga variationen i visuella bandet och det infällda diagrammet (plottad från TESS-data) visar den periodiska variabiliteten.

Även om V833 Tauri klassificeras som en flerperiodsvariabel, hävdar en rapport 2020 att dess variation inte överstiger solens variabilitet, och ingen period kan identifieras.